# Peraniana dissociata
Peraniana dissociata är en fjärilsart som beskrevs av Barnes och Mcdunnough 1910. Peraniana dissociata ingår i släktet Peraniana och familjen nattflyn. Inga underarter finns listade i Catalogue of Life.